# Hemidiaptomus ignatovi
Hemidiaptomus ignatovi is een eenoogkreeftjessoort uit de familie van de Diaptomidae. De wetenschappelijke naam van de soort werd in 1903 voor het eerst geldig gepubliceerd door Georg Ossian Sars.